# Rupt-sur-Othain
Rupt-sur-Othain – miejscowość i gmina we Francji, w regionie Grand Est, w departamencie Moza.
Według danych na rok 1990 gminę zamieszkiwały 44 osoby, a gęstość zaludnienia wynosiła 8 osób/km² (wśród 2335 gmin Lotaryngii Rupt-sur-Othain plasuje się na 1001. miejscu pod względem liczby ludności, natomiast pod względem powierzchni na miejscu 966.).